# Edwin Richards
Edwin William Gruffydd Richards(neki izvori ga nazivaju Edward) (15. prosinca 1879. — 10. prosinca 1930.) je bivši velški hokejaš na travi iz Abergavennyja (Y Fennija).
Rodio se tri mjeseca poslije očeve smrti.
Osvojio je brončano odličje na hokejaškom turniru na Olimpijskim igrama 1908. u Londonu igrajući za Wales. 
Umro je u Ipswichu 1930. godine.

## Vanjske poveznice
- Profil na Database Olympics